# Campionati europei di nuoto in vasca corta 2010 - 100 metri misti maschili
Le qualifiche per la semifinale si sono svolte la mattina del 27 novembre 2010, mentre la semifinale si è svolta la sera dello stesso giorno. La finale si è svolta la sera del 28 novembre 2010.

## Medaglie
| Posizione | Atleta             | Paese    |
| --------- | ------------------ | -------- |
| Oro       | Markus Deibler     | Germania |
| Argento   | Peter Mankoč       | Slovenia |
| Bronzo    | Alan Cabello Forns | Spagna   |

## Record
Prima della manifestazione il record del mondo (RM), il record europeo (EU) e il record dei campionati (RC) erano i seguenti.
| Record mondiale       | 50.76 | Peter Mankoč Slovenia | 12 dicembre 2009 Istanbul, Turchia |
| Record europeo        | 50.76 | Peter Mankoč Slovenia | 12 dicembre 2009 Istanbul, Turchia |
| Record dei campionati | 50.76 | Peter Mankoč Slovenia | 12 dicembre 2009 Istanbul, Turchia |

Durante la competizione non sono stati migliorati record.

## Risultati batterie
| Pos. | Atleta                    | Nazionalità | Tempo       | Batteria    | Corsia      | Note        |
| ---- | ------------------------- | ----------- | ----------- | ----------- | ----------- | ----------- |
| 1    | Tomas Fucik               | Rep. Ceca   | 53.82       | 4           | 2           |             |
| 2    | Markus Deibler            | Germania    | 53.95       | 2           | 4           |             |
| 3    | Peter Mankoč              | Slovenia    | 54.13       | 4           | 4           |             |
| 4    | Vytautas Janušaitis       | Lituania    | 54.25       | 4           | 5           |             |
| 5    | Christian Galenda         | Italia      | 54.27       | 3           | 3           |             |
| 6    | Alan Cabello Forns        | Spagna      | 54.28       | 3           | 5           |             |
| 7    | Duje Draganja             | Croazia     | 54.38       | 3           | 4           |             |
| 8    | Sverre Naess              | Norvegia    | 54.46       | 4           | 6           |             |
| 9    | Sasa Impric               | Croazia     | 54.48       | 2           | 3           |             |
| 10   | Dominik Straga            | Croazia     | 54.62       | 2           | 5           |             |
| 11   | Yakov Yan Toumarkin       | Israele     | 54.79       | 1           | 4           |             |
| 12   | Dmitry Zhilin             | Russia      | 54.80       | 3           | 6           |             |
| 13   | Martin Spitzer            | Austria     | 54.98       | 4           | 1           |             |
| 14   | Federico Turrini          | Italia      | 55.11       | 3           | 7           |             |
| 15   | Raphael Stacchiotti       | Lussemburgo | 55.12       | 3           | 1           |             |
| 16   | PierreYves Romanini       | Belgio      | 55.16       | 4           | 8           |             |
| 17   | Dmitry Gorbunov           | Russia      | 55.27       | 2           | 6           |             |
| 18   | Vladislav Seryy           | Russia      | 55.55       | 3           | 2           |             |
| 19   | Peter Hos                 | Ungheria    | 55.70       | 1           | 2           |             |
| 20   | Kristian Outinen          | Finlandia   | 55.73       | 2           | 1           |             |
| 21   | Serkan Atasay             | Turchia     | 55.86       | 4           | 3           |             |
| 22   | Yury Suvorau              | Bielorussia | 55.90       | 1           | 1           |             |
| 23   | Tomas Klobucnik           | Slovacchia  | 55.95       | 2           | 7           |             |
| 24   | Igor Kozlovskij           | Lituania    | 56.06       | 1           | 7           |             |
| 25   | Pjotr Degtjarjov          | Estonia     | 56.27       | 1           | 6           |             |
| 26   | Ganesh Pedurand           | Francia     | 56.49       | 1           | 5           |             |
| 27   | Boris Stojanovic          | Serbia      | 56.57       | 2           | 8           |             |
| 28   | Marcel Schaufler          | Austria     | 56.96       | 3           | 8           |             |
| 29   | Lauri Kaei                | Estonia     | 57.05       | 1           | 3           |             |
|      | Martin Verner             | Rep. Ceca   | non partito | non partito | non partito | non partito |
|      | Ugur Orel Oral            | Turchia     | non partito | non partito | non partito | non partito |
|      | Stefano Mauro Pizzamiglio | Italia      | non partito | non partito | non partito | non partito |

## Semifinali
| Pos. | Atleta              | Nazionalità | Tempo | Batteria | Corsia | Note |
| ---- | ------------------- | ----------- | ----- | -------- | ------ | ---- |
| 1    | Markus Deibler      | Germania    | 52.36 | 1        | 4      |      |
| 2    | Peter Mankoč        | Slovenia    | 53.43 | 2        | 5      |      |
| 3    | Vytautas Janušaitis | Lituania    | 53.63 | 1        | 5      |      |
| 4    | Alan Cabello Forns  | Spagna      | 53.73 | 1        | 3      |      |
| 5    | Christian Galenda   | Italia      | 53.80 | 2        | 3      |      |
| 6    | Duje Draganja       | Croazia     | 53.90 | 2        | 6      |      |
| 7    | Dmitry Zhilin       | Russia      | 54.09 | 2        | 7      |      |
| 8    | Tomas Fucik         | Rep. Ceca   | 54.15 | 2        | 4      |      |
| 9    | Sverre Naess        | Norvegia    | 54.25 | 1        | 6      |      |
| 10   | Martin Spitzer      | Austria     | 54.67 | 1        | 7      |      |
| 11   | Yakov Yan Toumarkin | Israele     | 54.74 | 1        | 2      |      |
| 12   | Federico Turrini    | Italia      | 54.83 | 2        | 1      |      |
| 13   | Sasa Impric         | Croazia     | 54.93 | 2        | 2      |      |
| 14   | Dmitry Gorbunov     | Russia      | 55.09 | 1        | 8      |      |
| 15   | Raphael Stacchiotti | Lussemburgo | 55.17 | 1        | 1      |      |
| 16   | PierreYves Romanini | Belgio      | 55.48 | 2        | 8      |      |

## Finale
| Pos. | Atleta              | Nazionalità | Tempo        | Corsia       | Note         |              |
| ---- | ------------------- | ----------- | ------------ | ------------ | ------------ | ------------ |
|      | Markus Deibler      | Germania    | 52.13        | 4            |              |              |
|      | Peter Mankoč        | Slovenia    | 52.87        | 5            |              |              |
|      | Alan Cabello Forns  | Spagna      | 53.24        | 6            |              |              |
| 4    | Duje Draganja       | Croazia     | 53.56        | 7            |              |              |
| 5    | Vytautas Janušaitis | Lituania    | 53.63        | 3            |              |              |
| 6    | Dmitry Zhilin       | Russia      | 53.96        | 1            |              |              |
| 7    | Tomas Fucik         | Rep. Ceca   | 53.99        | 8            |              |              |
|      | Christian Galenda   | Italia      | squalificato | squalificato | squalificato | squalificato |